# 더 보이 2: 돌아온 브람스
《더 보이 2: 돌아온 브람스》(영어: Brahms: The Boy II)는 2020년에 개봉한 미국의 영화이다.

## 줄거리
충격적인 가정 침입 사건 이후, 리자와 아들 주드는 깊은 충격을 받는다. 주드는 말을 잃고, 리자는 악몽에 시달린다. 치유를 위해 그들은 리자의 남편이자 주드의 아버지인 션과 함께 외딴 저택으로 이사한다. 숲을 탐험하던 중, 주드는 브람스라는 이름의 묻힌 인형을 발견하고 섬뜩할 정도로 인형에 집착한다. 곧, 집에서 이상한 일들이 벌어지기 시작하고, 브람스는 주드의 행동에 영향을 미치는 것처럼 보인다. 공격 이후 침묵했던 주드는 다시 말을 시작하지만, 브람스와 단둘이 있을 때만 그렇다. 리자는 주드가 브람스를 위한 새로운 규칙을 쓰고, 폭력적인 성향을 암시하는 그림을 그리는 등 점점 더 불안한 징후들을 발견한다.
특히 방문한 사촌 윌과 관련된 폭력적인 사고가 브람스로 인해 발생한 것으로 보이자 리자는 더욱 불안해진다. 그녀의 걱정에도 불구하고, 션과 그들의 치료사는 브람스가 주드가 트라우마에 대처하는 데 도움이 된다고 믿는다. 리자는 저택의 어두운 역사와 이전 가족의 자살에 대해 알게 되면서 의심을 더욱 깊게 품는다. 그녀는 또한 브람스가 자신과 션을 해치고 싶어한다는 것을 나타내는 더욱 불길한 쪽지를 발견한다.
어느 날 밤, 저택의 관리인 조셉이 침입하여 리자를 해치려 한다. 그는 브람스가 자신을 "불렀다"고 주장하며 인형이 이전 소유자들의 행동에 어떻게 영향을 미쳤는지 밝힌다. 곧이어 주드는 인형을 닮은 가면을 쓰고 리자를 공격할 준비를 한다. 션이 개입하여 망치로 인형을 부수고, 이는 주드의 빙의를 중단시킨다. 그들이 경악스럽게도, 브람스의 머리가 산산조각 나면서 그 안에 기괴한 악마적 존재가 드러난다. 불타는 폭발로 조셉이 사망하고, 주드가 인형을 불 속에 던져 넣자 가족은 브람스를 완전히 파괴했다고 믿는다.
가족은 악몽이 끝났다고 생각하며 예전 집으로 돌아간다. 그러나 주드는 여전히 가면을 간직하고 가면에게 계속 말을 걸며, 브람스가 여전히 그를 지배하고 있음을 암시한다.

## 캐스팅
주연
- 케이티 홈즈 : 리자 역
- 크리스토퍼 컨버리 : 쥬드 역
- 오웨인 요먼 : 션 역

조연
- 랠프 아인슨 : 조셉 역
- 앤젤리 제이 : 로렌스 의사 역
- 조엘리 콜린스 : 메리 역
- 올리버 라이스 : 리암 역
- 나탈리 문 : 파멜라 역
- 대프니 호스킨스 : 소피 역
- 엘리 킹 : 그레이스 역